# Svart dvärgblomfluga
Svart dvärgblomfluga (Neoascia meticulosa) är en tvåvingeart som först beskrevs av Giovanni Antonio Scopoli 1763.  Svart dvärgblomfluga ingår i släktet dvärgblomflugor, och familjen blomflugor. Arten är reproducerande i Sverige. Inga underarter finns listade i Catalogue of Life.

## Bildgalleri

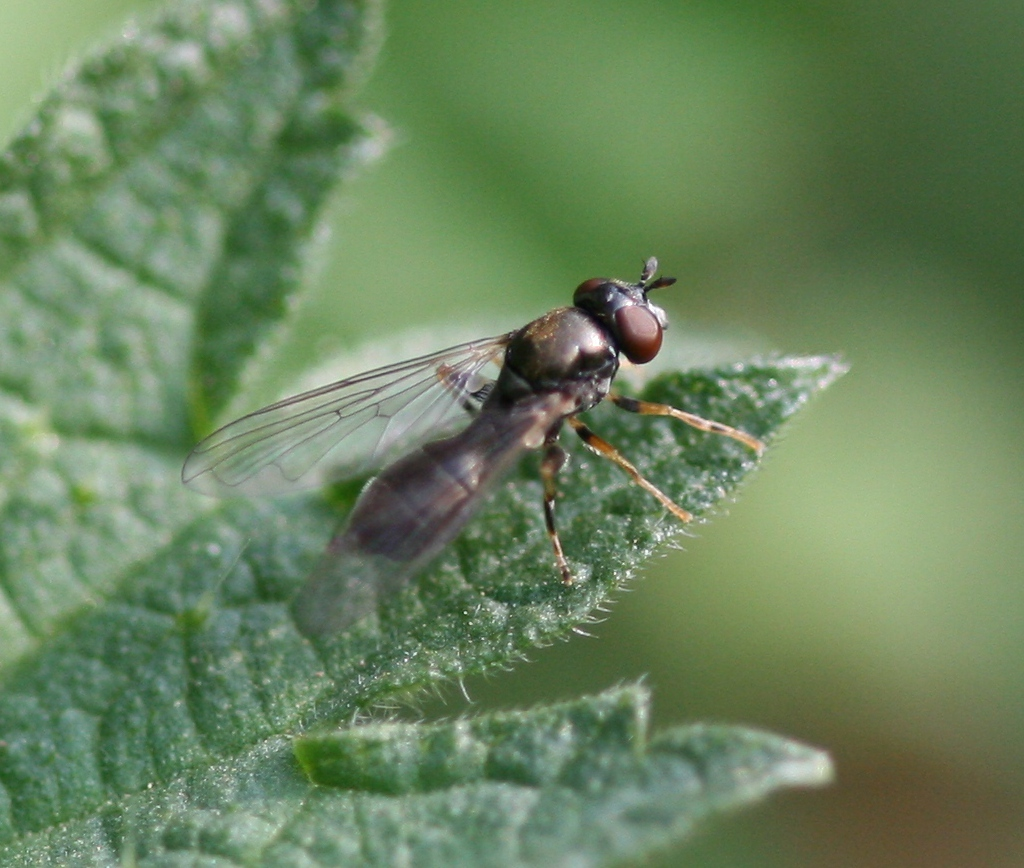
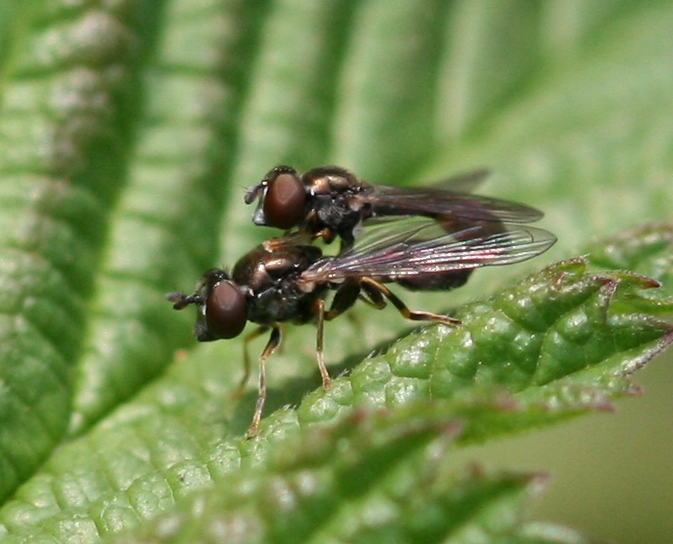
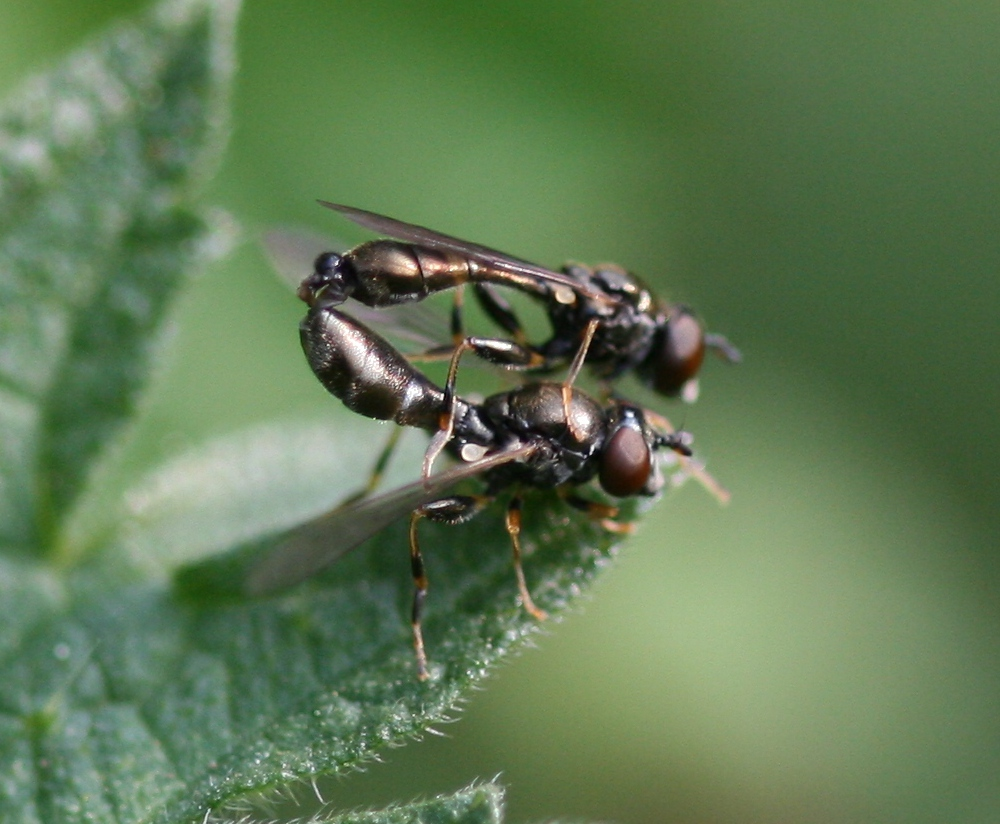
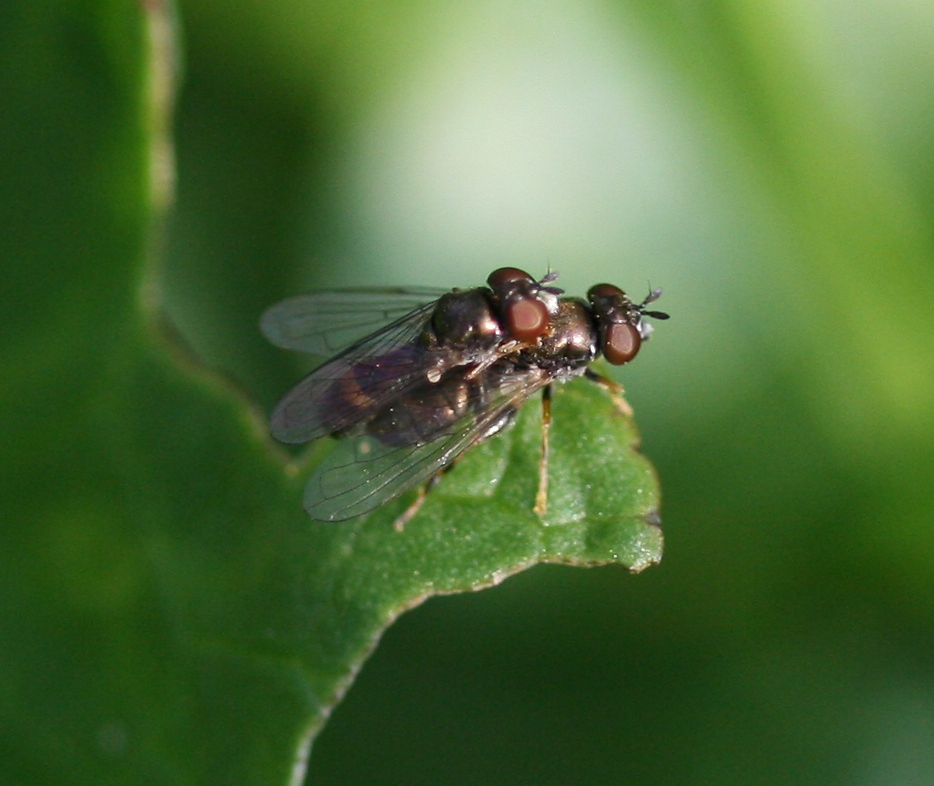